# Öjberget
Öjberget est une colinne dans le village de Sundom à Vaasa en Finlande.

## Présentation
Öjberget est situé à Sundom, à environ 10 kilomètres au sud du centre de Vaasa .
La zone fait partie d'une crête forestière rocheuse entourée de champs. 
Öjberget couvre une superficie d'environ 270 hectares et au sud se trouve le vaste cratère météoritique de Söderfjärden.
En été, ses sentiers de randonnée sont très fréquentés par les citadins

## Station de sports d'hiver
En hiver, le centre de ski d'Öjberget dispose de pistes de ski alpin et d'un réseau de pistes de ski de randonnée. 
Öjberget dispose de trois pistes avec un dénivelé de 45 m et des longueurs de 325 m, 250 m et 200 m, ainsi qu'une piste pour enfants. 
Trois pistes de ski de randonnée entretenues mécaniquement et éclairées partent d'Öjberget, dont la plus longue mesure cinq kilomètres. 
La boucle de 30 kilomètres autour de Söderfjärden n'est pas éclairée. 
Il y a une tour d'observation au sommet d'Öjberget.

## Faune et flore
Öjberget est principalement une zone de forêt de conifères. 
Cela se reflète dans les oiseaux qui nichent dans la zone . 
On rencontre, entre-autres, gélinotte des bois, pic noir, rouge-gorge familier, mésange  huppée et geai des chênes. 
Les soirs de printemps, le hululement de plusieurs espèces de chouettes se fait entendre du haut d'Öjberget. 
Dans les bonnes années d'apparition de petits rongeurs dans les forêts d'Öjberget, le soir, on peut y voir hibou grand-duc, chouette boréale, hibou moyen-duc et chevêchette d'Europe.

## Site archéologique
Le long du sentier de randonnée se trouvent des vestiges antiques de Vaasa datant de l'âge de pierre.
Des fouilles archéologiques ont été menées dans la région de la colline d'Öjberget. 
Il y a environ 4 000 ans, Öjberget était une île située à près de 30 kilomètres de la côte. 
À l'époque, l'endroit était probablement une demeure où les gens vivaient de façon saisonnière. 
Des ossements excavés et la pointe d'un petit ciseau à pierre ont été trouvés lors des fouilles.